# Botter-appartement
Het Botter-appartement is een historisch appartementencomplex aan de Istiklal Caddesi 235 in Asmalimescit, Beyoğlu, aan de Europese kant van Istanboel. Het gebouw, waarvan de gevel werd gerestaureerd door de Metropoolgemeente van Istanboel, werd in 2022 heropend als het Centrum voor Kunst en Ontwerp onder de naam Casa Botter.
Het werd gebouwd in de jaren 1900 naast het huidige Zweedse consulaat. Het complex werd gebouwd voor de Nederlandse kleermaker Jean Botter, de officiële kleermaker en modeontwerper van het paleis van Abdülhamid II, en is het werk van een beroemde architect uit die tijd, Raimondo D'Aronco. 
Het gebouw is het eerste gebouw in Istanboel dat werd ontworpen als combinatie van een kantoor, een winkel en een woning voor de familie Botter, waarvan de voorbeelden meestal in Europa te zien zijn.